# NGC 2226
NGC 2226 is een open sterrenhoop in het sterrenbeeld Eenhoorn. Het hemelobject werd in 1786 ontdekt door de Amerikaanse astronoom Edward Emerson Barnard.